# 董昭儀 (漢哀帝)
董昭儀（?—?），中國西漢時代皇族女性，為汉哀帝的昭儀。
董昭儀是左冯翊云阳县（今陕西省咸阳市泾阳县）人。她的哥哥董贤是汉哀帝的男宠，被任命为侍中。汉哀帝听说董贤妹妹的容貌与董贤不分伯仲，让董贤把她送进宫来，被册封为昭仪，汉哀帝让董贤其妻一同入宫侍奉。汉哀帝宠爱董贤，将董昭仪称为次皇后，又在宫中赐董昭仪宫室名为椒风舍，和皇后傅氏所居之椒房相似。汉哀帝驾崩後，董贤夫妻和傅皇后自杀，董昭儀的结局史书没有记载。